# 王相 (明朝翰林)
王相（1488年—1524年），字懋卿，號介塘，浙江鄞縣人。明朝政治人物。正德辛巳進士，官翰林院編修。嘉靖三年，在大禮議中與楊慎等眾官在紫禁城左順門哭爭，被廷杖身死。

## 生平
正德十一年（1516年）丙子科浙江鄉試第七十七名，正德十六年（1521年）辛巳科二甲進士。由庶吉士授編修。豪邁尚志節。事親至孝。三餐不繼，安貧樂道。嘉靖三年（1524年），大禮議事件中，因上疏反對世宗而被施杖刑，不久傷重去世。

## 家族
曾祖父王瑬；祖父王偉；父親王瀚。母高氏。具庆下。弟王彬。

## 著作
王相輯有《千家詩》，又以其母之《女範捷錄》、《女誡》、《女論語》、《內訓》，合為《女四書》。

## 延伸閱讀
[在维基数据编辑]
 《國朝獻徵錄·卷之二十一》，出自焦竑《國朝獻徵錄》
 《四明人鑑·明翰林院編修介塘王先生相》，出自《四明人鑑》